# Hokej na travi na Poletnih olimpijskih igrah 2012
Hokej na travi na Poletnih olimpijskih igrah 2012. Tekmovanja so potekala za moške in ženske reprezentance.

## Dobitniki medalj
| Kategorija | Zlato | Srebro | Bron |
| Moški      | NemčijaMaximilian Müller · Martin Haner · Oskar Deecke · Christopher Wesley · Moritz Fürste · Tobias Hauke · Jan-Philipp Rabente · Benjamin Weß · Timo Weß · Oliver Korn · Christopher Zeller · Max Weinhold · Matthias Witthaus · Florian Fuchs · Philipp Zeller · Thilo Stralkowski                | NizozemskaJaap Stockmann · Klaas Vermeulen · Marcel Balkestein · Wouter Jolie · Roderick Weusthof · Robbert Kempermann · Teun de Nooijer · Sander Baart · Floris Evers · Bob de Voogd · Sander de Wijn · Rogier Hofman · Robert van der Horst · Billy Bakker · Valentin Verga · Mink van der Weerden                             | AvstralijaMark Knowles · Jamie Dwyer · Liam de Young · Simon Orchard · Glenn Turner · Chris Ciriello · Matthew Butturini · Russell Ford · Eddie Ockenden · Joel Carroll · Matthew Gohdes · Tim Deavin · Matthew Swann · Nathan Burgers · Kieran Govers · Fergus Kavanagh  |
| Ženske     | NizozemskaKitty van Male · Carlien Dirkse van den Heuvel · Kelly Jonker · Maartje Goderie · Lidewij Welten · Maartje Paumen · Naomi van As · Ellen Hoog · Sophie Polkamp · Joyce Sombroek · Kim Lammers · Eva de Goede · Marilyn Agliotti · Merel de Blaeij · Margot van Geffen · Caia van Maasakker | ArgentinaLaura del Colle · Rosario Luchetti · Ana Macarena Rodriguez Perez · Luciana Aymar · Carla Rebecchi · Delfina Merino · Martina Cavallero · Florencia Habif · Rocio Sanchez Moccia · Daniela Sruoga · Sofia Maccari · Mariela Scarone · Silvina D'Elia · Noel Barrionuevo · Maria Josefina Sruoga · Maria Florencia Mutio | Združeno kraljestvoBeth Storry · Emile Maguire · Laura Unsworth · Crista Cullen · Hannah MacLeod · Anne Panter · Helen Richardson · Kate Walsh · Chloe Rogers · Laura Bartlett · Alex Danson · Georgie Twigg · Ashleigh Ball · Sally Walton · Nicola White · Sarah Thomas |

## Medalje po državah
| Poz    | Država              | Zlato | Srebro | Bron | Skupaj |
| 1      | Nizozemska          | 1     | 1      | 0    | 2      |
| 2      | Nemčija             | 1     | 0      | 0    | 1      |
| 3      | Argentina           | 0     | 1      | 0    | 1      |
| 4      | Avstralija          | 0     | 0      | 1    | 1      |
| 4      | Združeno kraljestvo | 0     | 0      | 1    | 1      |
| Skupaj | Skupaj              | 2     | 2      | 2    | 6      |